# José Vaz Pinto
José Vaz Pinto foi juiz de fora em Portugal, servindo em Trancoso, Chamusca e Porto. Nos últimos anos do século XVII foi ouvidor-geral na capitania de Pernambuco. 
Nomeado para o Rio de Janeiro em 1698, satisfez os habitantes da cidade por seu zelo, «com que administrara a justiça a todos e prudência nas mais matérias», de modo que solicitaram ao Rei em 11 de junho de 1700 que o ouvidor dilatasse mais tempo na referida judicatura, « qual experimentara a  cidade a felicidade de tão bom ministro».
Teve assim seu  mandato foi prorrogado mas até  elevado a outras funções mais altas, pois desde a viagem de 1697 do Capitão General da Repartição do Sul, Artur de Sá e Menezes, sentia-se que nas Minas Gerais havia «necessidade da presença constante de um ministro que se ocupasse da repartição de terras e mais, que vigiasse a percepção do imposto do Quinto e que administrasse justiça, mantendo o respeito das leis em população turbulenta e sem cessar crescente.»  Isto consta de sua nomeação, em 22 de novembro de 1700.
Ouvidor geral do Rio de Janeiro, foi nomeado em 1702 superintendente das minas de São Paulo», isto é, das Minas dos Cataguás, Minas de Caeté e Minas do Rio das Velhas. Encarregado assim da administração da justiça e crime, Ministro de letras com amplíssima jurisdição em todas as matérias de minerar e do cível, e crime e sua Real Fazenda e dos quintos dela - com ordenado de 1:400 réis.
Da Bahia, o desembargador Miguel de Siqueira Castelo Branco escreveu a um amigo, no mesmo ano:  «A eleição que Sua Majestade fez em o desembargador José Vaz Pinto não podia ser melhor, assim pelo conhecimento que tem já daqueles homens como também pelo seu bom modo e desinteresse com que entra em todas as diligências.» Mas sua passagem pela superintendência deixou recordação de suas discórdias com o novo governador e capitão-general do Rio de Janeiro e com os mineiros. O primeiro problema era o da competência e independência respectivas de superintendente e governador: D. Álvaro da Silveira e Albuquerque viu-se retirar, em benefício do Superintendente, parte das atribuições de seu predecessor Artur de Sá e Menezes, em particular a jurisdição sobre as Minas. Isso se deduz das Cartas do rei D. Pedro II de Portugal ao Governador em janeiro e em abril de 1702. Ele ficou vivamente despeitado, aparecendo conflitos de influência, reclamações mútuas, cartas de tom amargo trocadas entre os dois homens, enquanto sob diversos pretextos o superintendente foi permanecendo no Rio. Só no meio do ano seguinte, 1703, partiria para as Minas, instalando-se no Rio das Velhas.
Comenta Diogo de Vasconcelos que, pela lei de 19 de abril de 1702 os intendentes deviam ter em consciência fazer o possível para obviarem às questões entre os mineiros, mas os advogados conseguiam sempre que nunca tivesse lugar a conciliação, principalmente porque os superintendentes, como juristas, não podiam sem  conhecimento do objeto apreciar devidamente o negócio e se emaranhavam ainda mais. Os que criticaram as leis diziam que a fortuna das Minas foi entregue aos juristas, pessoas incapazes de a guardar, por terem que velar sobre ela com as disposições do Direito, inteiramente inoportunas. Os guardas-mores, de quem dependia unicamente a medição de terrenos auriferos, cometiam grandes abusos, medindo grandes extensões a pessoas que não tinham meios de  explorar, e viu-se o exemplo de muitas concessões de 4 léguas com prejuízo de mineiros que as poderiam ter explorado eficazmente com seus negros. Mediam águas a pessoas que delas não precisavam, e faziam concessões, por dinheiro, é claro, para se recolherem em tanques as águas das chuvas, que chamavam águas saudáveis. Os abusos de guardas-mores chegaram a tal ponto que o Guarda-Mor Geral, com sede no Rio, e que tem o direito de nomear os guardas-mores, veio a Minas expressamente  fazer essas nomeações; que recaíam sobre os indivíduos que melhor lhe pagassem, sem atenção a aptidão ou caráter. Os guardas-mores, por sua vez, tem a faculdade de nomear os seus substitutos, para cujos cargos escolhiam também pessoas - indígenas  mesmo - que lhes oferecessem remuneração mais vantajosa; o mineiro era vitima da chicana e extorsão de tais homens, sobretudo nos primeiros tempos em que se faziam muitas descobertas e eram medidos muitos distritos auríferos.
Vaz Pinto «tentou uma política mineira - não tendo achado (!) quem adquirisse as datas a explorar, decidiu uma política de portas abertas, fazendo apelo a gente não Paulista, o que causou ataques violentos  dos Paulistas, e deveu abandonar o cargo substituido pelo guarda-mor Borba Gato como Superintendente interino. Dificil administração de uma população turbulenta que vivia sem ordem, sem lei, sem obediência nem temor do magistrado e da punição: fundava-se no estabelecimento de um governo «religioso e politico», a paróquia era a circunscrição administrativa complementar da vila - ou a vila o complemento da paróquia? Dai o triuvirato - eclesiástico, juiz, militar. Ao criar o Carmo e depois (feudo reinol) Vila Rica e Sabará, Antônio de Albuquerque Coelho de Carvalho, por exemplo, queria demonstrar sua preocupação em tratar com equidade as duas comunidades - paulistas e reinóis.